# Mercedes Fuertes
Mercedes Fuertes Valmaña (Alfambra, 28 de abril de 1958) es una exjugadora de balonmano española, 15 veces campeona de liga, 13 de copa y 110 veces internacional con España. 

## Biografía
Originaria de Alfambra, en la provincia de Teruel, estudió en Cuenca y en la Universidad Laboral de Zaragoza, en cuyas instalaciones se inició al deporte. Tras practicar atletismo, se dedicó al balonmano, siendo internacional con la selección española desde los 17 años de edad. Jugó en el Club Medina de Zaragoza, con el que llegó a participar en competiciones europeas. El final del sistema deportivo patrocinada por la Sección Femenina supuso importantes cambios en el mundo del balonmano femenino y en 1979 Fuertes se convirtió en la primera mujer en cobrar profesionalmente en España por la práctica de ese deporte.
Pasó así al Balonmano Zaragoza antes de trasladarse a Valencia para jugar con el Íber Valencia, en las posiciones de lateral y extremo derecho.  A lo largo de su carrera profesional ganó la liga española quince veces, con dos premios individuales a la mejor jugadora (1988/1989 y 1989/1999), además de trece copas de la reina y de participar durante quince temporadas en la copa de Europa.
Con la selección española ganó una medalla de plata en los Juegos Mediterráneos de 1979 (junto a otras grandes jugadoras como Lydia Pena, Mamen Celarain o Carme Rams) y una de bronce en los Juegos Mediterráneos de 1987 además de participar en seis mundiales y en los Juegos Olímpicos de Barcelona 1992.
Asentada en Valencia desde su traslado al Íber, residió en Mislata. Tras su retirada como jugadora, fue entrenadora de balonmano y profesora de educación física hasta jubilarse. Recibió desde entonces múltiples reconocimientos, incluyendo la presidencia de la Asociación de Mujeres del Balonmano, la medalla de San Jorge de la Diputación Provincial de Teruel y el título de pregonera en su localidad natal.

## Galardones y premios

### De clubes
- 15 x Liga de España
- 13 x Copa de la Reina

### Con la selección
- 1 x  Medalla de Plata en los Juegos Mediterráneos (1979)
- 1 x  Medalla de Bronce en los Juegos Mediterráneos (1987)

### Galardones individuales
- 2 x Mejor jugadora de España (1988/89 y 1989/90)